# Franz Roggow
Franz Roggow (* 14. Juli 2002 in Eberswalde) ist ein deutscher Fußballspieler, der im zentralen Mittelfeld eingesetzt wird.

## Karriere
Nach seinen Anfängen in der Jugend des SV Jahn Bad Freienwalde und des FV Preussen Eberswalde wechselte er im Sommer 2015 in die Jugendabteilung von Energie Cottbus. Für seinen Verein bestritt er in der Saison 2017/18 neun Spiele in der B-Junioren-Bundesliga, bei denen ihm drei Tore gelangen. Im Sommer 2018 wechselte er in die Jugendabteilung des FC St. Pauli. Hier bestritt er in der Saison 2018/19 20 Spiele in der B-Junioren-Bundesliga und in den Saisons 2018/19, 2019/20 und 2020/21 25 Spiele in der A-Junioren-Bundesliga, bei denen ihm insgesamt zwölf Tore gelangen. Im Sommer 2021 wurde er in den Kader der ersten Mannschaft in der 2. Bundesliga aufgenommen, kam allerdings zunächst wegen einer Fußverletzung nicht zum Einsatz, schaffte es auch später nur zu Spieltagskadernominierungen, ohne eingesetzt zu werden und spielte somit nur für die zweite Mannschaft in der Regionalliga Nord. In zwei Spielzeiten erzielte er zehn Tore in 33 Ligaspielen.
Im Sommer 2023 wechselte er zum Drittligisten Borussia Dortmund II und kam dort in der Saison 2023/24 auch zu seinem ersten Einsatz im Profibereich, als er am 5. August 2023, dem 1. Spieltag, beim  torlosen Auswärtsunentschieden gegen Preußen Münster in der Startformation stand. 
Im Sommer 2025 wechselte er zu Hannover 96. Dort hat er einen Vertrag bis 2028 unterschrieben.